# یونیفرم‌های قرمز
یونیفرم‌های قرمز (ایتالیایی: Giubbe rosse) یک فیلم ماجراجویی ایتالیایی به کارگردانی جو داماتو است که در سال ۱۹۷۵ منتشر شد.

## گزیدهٔ بازیگران
- فابیو تستی
- گوئیدو ماناری
- رناتو چستیه
- لین فردریک
- لایونل استندر
- رابرت هاندار
- برونو کوراتساری